# Impfingen

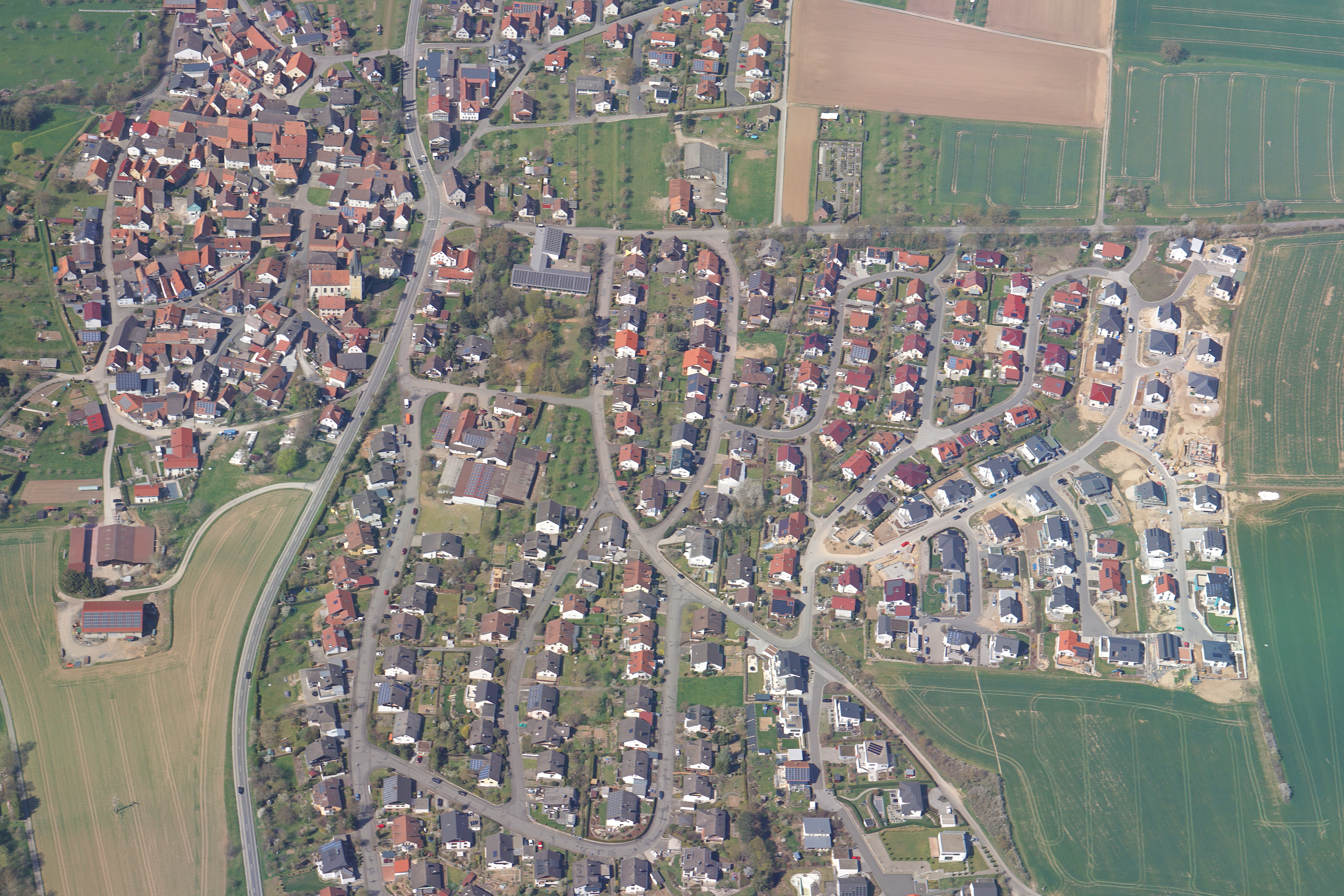
Blick auf Impfingen aus der Luft, 2021

Impfingen ist einer von sechs Stadtteilen von Tauberbischofsheim im Main-Tauber-Kreis in Baden-Württemberg. Mit 1023 Einwohnern ist Impfingen nach der Kernstadt Tauberbischofsheim der zweitgrößte Stadtteil.

## Geographie

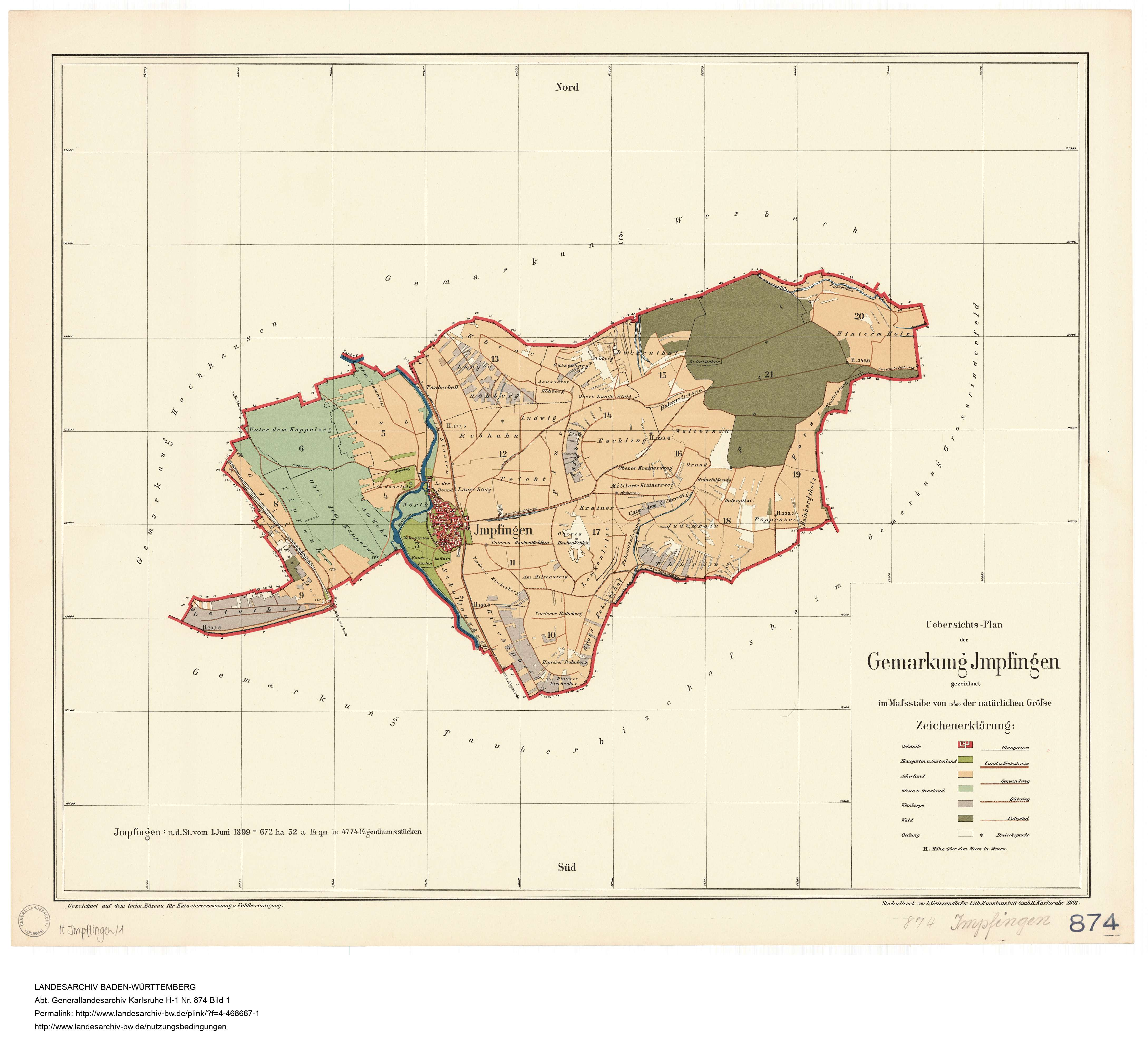
Gemarkung von Impfingen, 1901

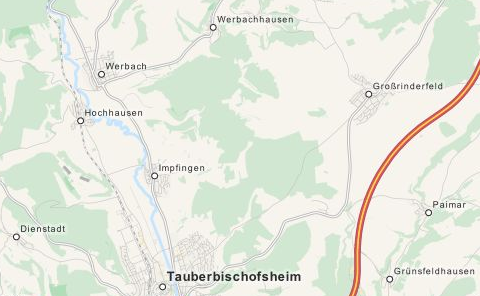
Impfingen mit seinen Nachbargemeinden

### Geographische Lage
Impfingen liegt nördlich von Tauberbischofsheim am rechten Hangfuß des Taubertales und besitzt einen alten Siedlungskern mit dichter Bebauung rund um den „Plan“, der alten Ortsmitte. In unregelmäßigem Grundriss entstanden Neubaugebiete in den Gewannen Am Staaten (1954/55) und Lange Steig (1958) sowie in vier Bauabschnitten im Gewann Unteres Haubenlöchlein (1968–2017).
Zur Gemarkung der ehemaligen Gemeinde Impfingen gehören das Dorf Impfingen (⊙) und der Wohnplatz Hohenstraße (⊙). Der Taubertalradweg führt am Ort vorbei. Jenseits des Dorfes grenzt im Süden Tauberbischofsheim an, im Nordwesten Hochhausen, im Norden Werbach und im Nordosten Großrinderfeld.

### Schutzgebiete und Naturdenkmale
Auf der Impfinger Gemarkung gibt es folgende Schutzgebiete und Naturdenkmale (siehe auch: Liste der Naturdenkmale in Tauberbischofsheim):
- Landschaftsschutzgebiet Main-Tauber-Tal (Schutzgebiets-Nr. 1.28.001): 2988,0 ha; Gemarkungen Tauberbischofsheim und Werbach; seit 1953.[7]
- Naturdenkmal 1 Linde Ortsetter (Schutzgebiets-Nr. 81281150002); Einzelgebilde; seit dem 21. Dezember 1981.[8]
- Naturdenkmal Auewald Schollenwirt Impfinger Grund/Unteres Brücklein (Schutzgebiets-Nr. 81281150017); 0,3 ha; flächenhaftes Naturdenkmal; seit dem 10. März 1992.[9]
- Wasserschutzgebiet Impfingen (WSG-Nr. 128213); 1.024,48 ha; seit dem 24. Juli 1990.

## Geschichte

### Mittelalter

#### Ursprünge der Siedlung
Impfingen gehörte in der Mitte des 12. Jahrhunderts zum Teil den Grafen von Hohenlohe und zum anderen Teil den Grafen von Rieneck in Grünsfeld. Erstmals urkundlich erwähnt wurde Impfingen im Jahre 1309. Es ist jedoch davon auszugehen, dass der Ort älter ist, da am südlichen Ortsrand ein fränkischer Reihengräberfriedhof entdeckt wurde, der auf die Zeit zwischen dem 6. Jahrhundert und der zweiten Hälfte des 7. Jahrhunderts datiert wurde.
Über die Jahrhunderte hat sich die Schreibweise des Ortsnamens mehrfach verändert: Im Jahre 1320 erfolgte eine Erwähnung als Ymphenkein bzw. Umphenkeyn als älteste Schreibweise von Impfingen. Im Jahre 1365 wurde der Ort als Umpfinken genannt, wohl mit Bezug zu einem Personenname. Weitere Schreibweisen sind: „Umpfigheim“ und „Umpfingheim“ (jeweils 1578), „Umpicheim“, „Umpfenkein“, „Umpfheikein“ oder „Ympffigkheim“.
Impfingen gehörte einst zu den an die Herren von Zimmern überlassenen Orten im Mainzer Gebiet um Tauberbischofsheim. Daher war der Ort im Jahre 1320 als den Markgrafen von Baden zeitweilig abgetretenes Heiratsgut an die Grafen von Rieneck zurückgefallen und gelangte schließlich über Pfalz beziehungsweise Hanau an Rieneck, Leuchtenberg (vergleiche die Geschichte von Grünsfeld).

#### Abgegangener Ort Fahrental und der zweite Dorfheilige
Als der zwischen Impfingen und Tauberbischofsheim gelegene Ort Fahrental endgültig aufgegeben wurde, siedelten dessen letzte Einwohner ins naheliegende Impfingen um. Daher ist Impfingen auch eines der wenigen Orte in Süddeutschland, die zwei Dorfheilige besitzen. Zum einen der Dorfheilige St. Nikolaus, zum anderen der Dorfheilige St. Jakobus (siehe auch den Jakobusbrunnen mit Jakobusstatue auf dem „Plan“, der alten Ortsmitte) als zweiten Ortspatron, der gemeinsam mit den Einwohnern der abgegangenen Siedlung Fahrental ins Dorf mit aufgenommen wurde.

### Neuzeit
Im 16. Jahrhundert kam es zur Entstehung der jüdischen Gemeinde Impfingen, die bis zum Anfang des 20. Jahrhunderts bestand.
Nach dem Dreißigjährigen Krieg gelangte Impfingen an Würzburg, das im 17. und 18. Jahrhundert auch die Zehnthoheit beanspruchte, die aber von Mainz weiterhin für Tauberbischofsheim behauptet wurde. Im Spätmittelalter war der Ort befestigt. 1804 gelangte Impfingen an Salm-Reifferscheid und fiel 1806 unter badische Souveränität.
Ab 1813 gehörte der Ort zum Bezirksamt Tauberbischofsheim, ab 1840 zum Bezirksamt Gerlachsheim und ab 1849 wiederum zum Bezirksamt Tauberbischofsheim, das im Landkreis Tauberbischofsheim und 1973 im Main-Tauber-Kreis aufging.
Auf dem Messtischblatt Nr. 6323 „Tauberbischofsheim“ von 1928 lag das Dorf noch bis auf drei einzelne Häuser und die Friedhofskapelle komplett unterhalb der Taubertalstraße (L 506).

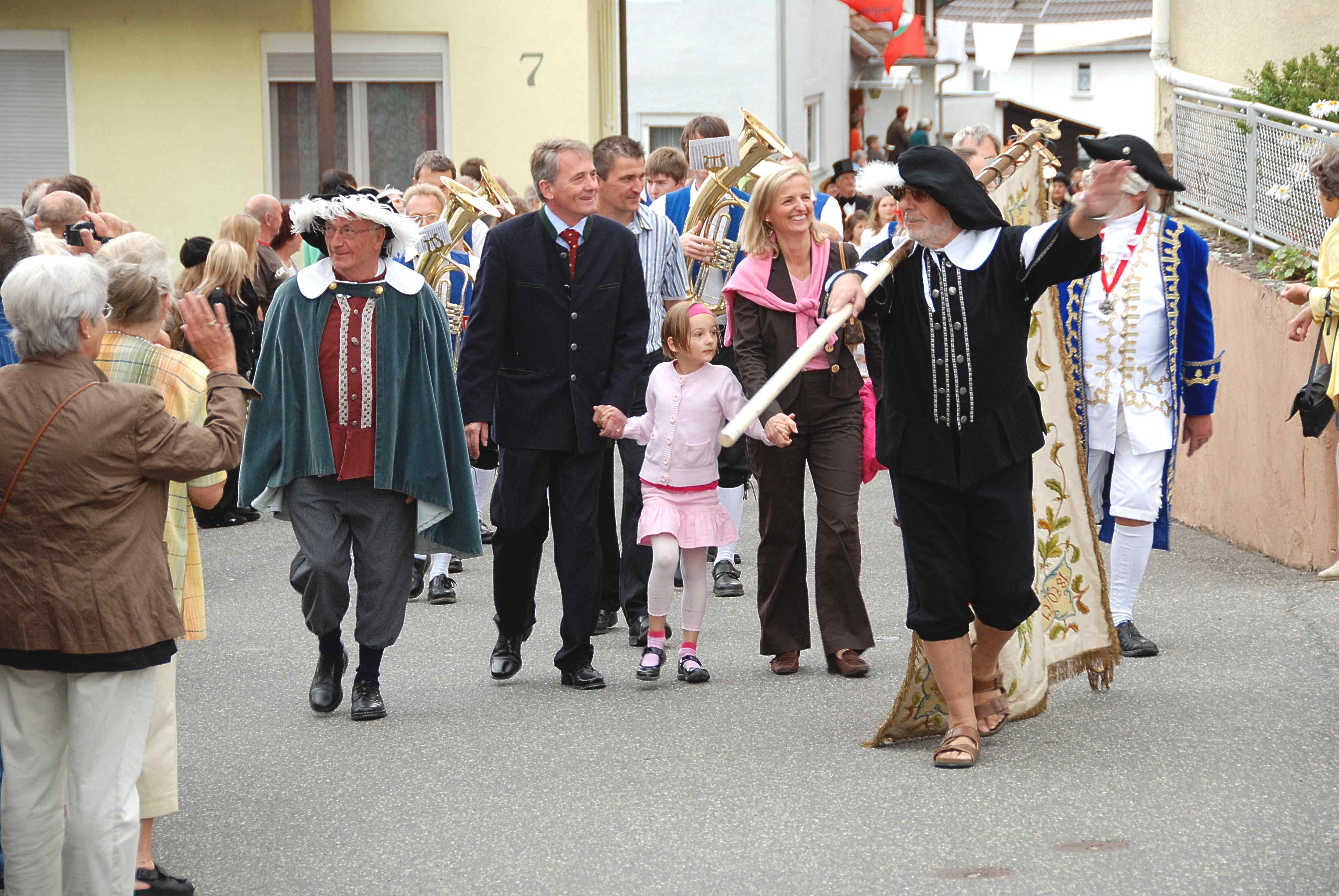
700-Jahr-Feier in Impfingen, 2009

Am 1. Juli 1971 wurde Impfingen im Zuge der Gebietsreform in Baden-Württemberg gemeinsam mit Hochhausen ein Teil von Tauberbischofsheim. Vom 10. bis 12. Juli 2009 feierte das Dorf sein 700-jähriges Bestehen. Anlässlich dieses Jubiläums der Ortschaft wurde die Pfarrkirche St. Nikolaus renoviert.

### Einwohnerentwicklung
| Jahr | Impfinger Bevölkerung | Sonstiges |
| ---- | --------------------- | --- |
| 1961 | 645                   | Volks-, Berufs- und Arbeitsstättenzählungen in Westdeutschland vom 6. Juni 1961 (Gemeindeverzeichnis)               |
| 1970 | 692                   | Volks-, Berufs- und Arbeitsstättenzählungen in Westdeutschland vom 27. Mai 1970 (Gemeindeverzeichnis)               |
| 2015 | 1044                  | Fortgeschriebene Daten der Stadt Tauberbischofsheim anhand der Volkszählung in der Europäischen Union 2011 (Zensus) |

Quellen: Gemeindeverzeichnis und Angaben der Stadt Tauberbischofsheim

## Politik

### Ortschaftsrat
Der Ortschaftsrat besteht aus fünf Personen. Ortsvorsteher ist Alexander Diehm.

### Wappen
Im Impfinger Wappen ist Nikolaus von Myra mit weiß/rotem Gewand und typischen Insignien (Bischofsstab, goldene Kugeln und Buch) auf weiß/grünem Grund dargestellt. Er ist einer der bekanntesten Heiligen der Ostkirchen und der lateinischen Kirche. Sein Gedenktag, der 6. Dezember, wird im Christentum mit zahlreichen Volksbräuchen begangen.

## Wirtschaft und Infrastruktur

### Weinanbau
Impfingen ist ein Weinort mit der Einzellage „Impfinger Silberquell“. Bei der Namensfindung der Einzellage bediente man sich bei einer etwa 700 Meter westlich gelegenen Quelle im Tannenwald, Walddistrikt I, dem sogenannten „Silberbrünnle“ (siehe Liste der Naturdenkmale in Tauberbischofsheim). Die Impfinger Weinberge befinden sich im Leintal am Südhang des Hunsenberges auf der gegenüberliegenden Seite des Taubertals. Unter den Impfinger Straßennamen befindet sich der Leintalblick, da von dort eine Aussicht bis zu den Impfinger Weinbergen im Leintal möglich ist.

### Tourismus

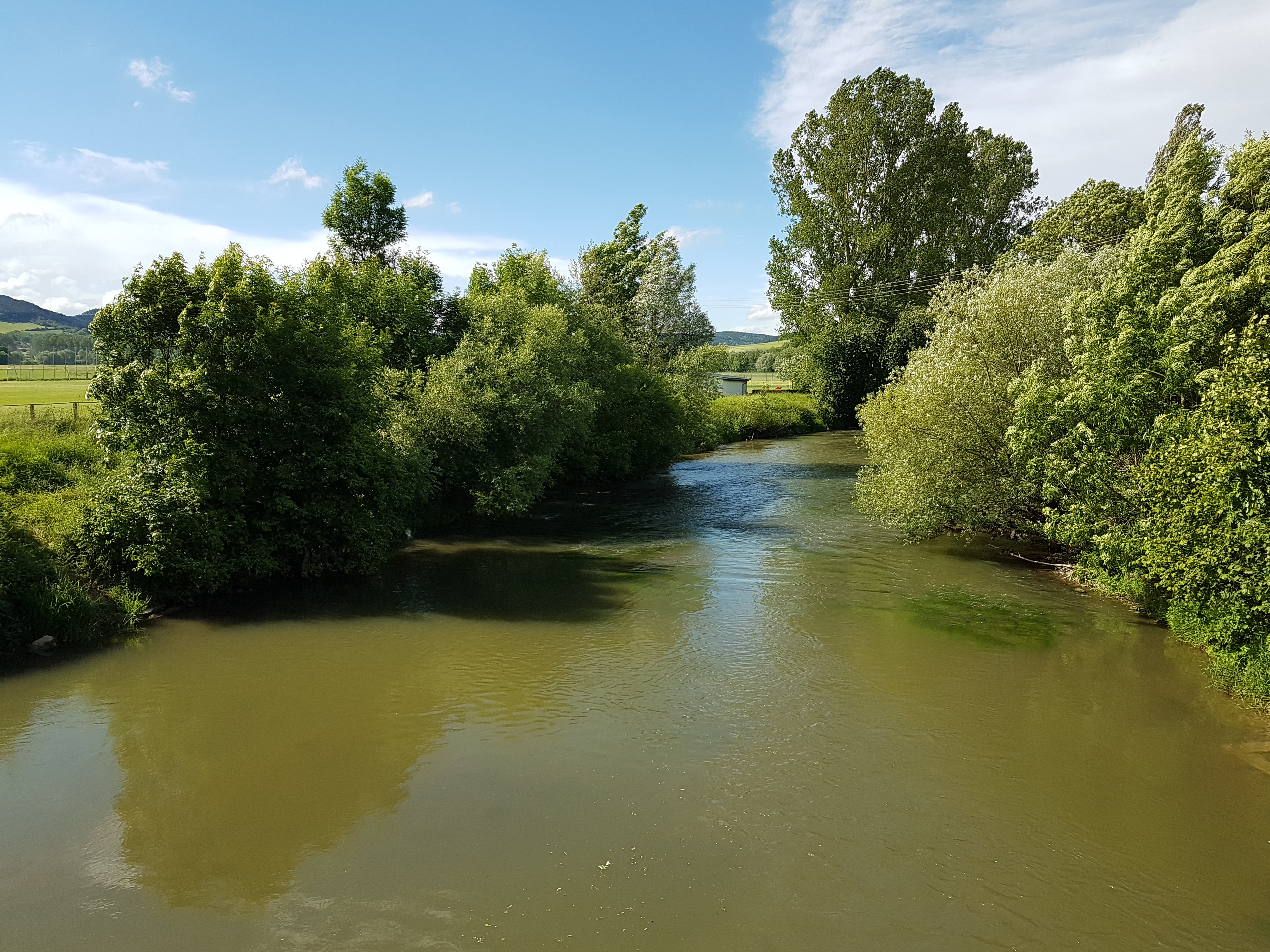
Blick auf die Tauber bei Impfingen (2017)

Durch die Lage am Taubertalradweg im Lieblichen Taubertal ist Impfingen mit zwei Besenwirtschaften und Übernachtungsmöglichkeiten ein Ziel für Rad- und Wandertouristen.

### Verkehr
Nach fünf Kilometern befindet sich zwischen Tauberbischofsheim und Distelhausen seit 1972 die Anschlussstelle Tauberbischofsheim an die Bundesautobahn 81.

### Öffentliche Einrichtungen
Mit der katholischen Kindertagesstätte St. Theresia gibt es einen Kindergarten. Die „Kita“ nimmt Kinder ab zwei Jahren auf. Daneben gibt es im Ort verschiedene Spiel- und Bolzplätze sowie eine Grundschule mit Mehrzweckhalle, die auch der Öffentlichkeit als Veranstaltungsort dient.

### Medien
Tauberbischofsheim AKTUELL informiert als städtisches Mitteilungsblatt jeweils zum ersten und dritten Donnerstag eines Monats.

## Kultur und Sehenswürdigkeiten

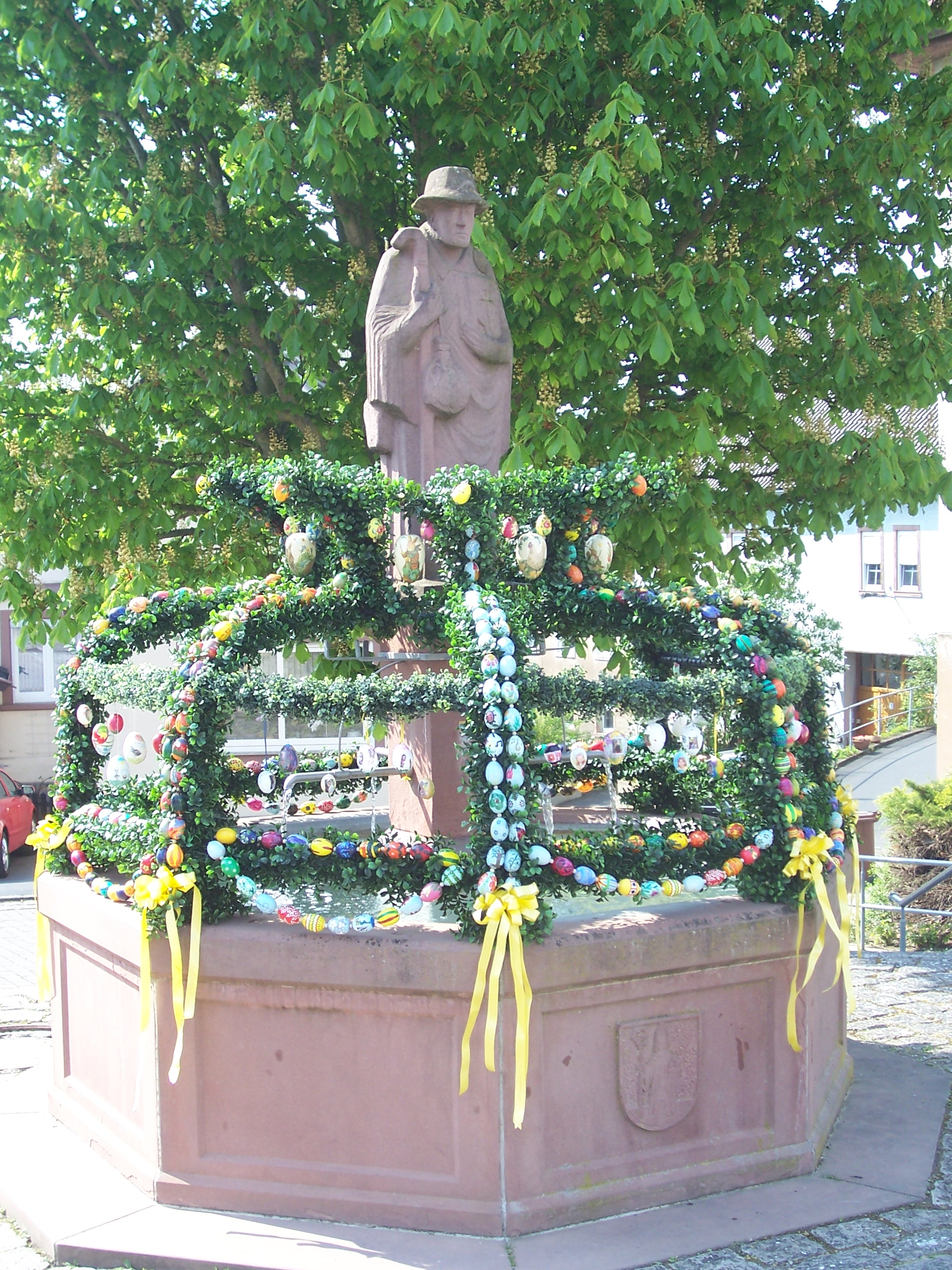
Der Jakobusbrunnen in Impfingen wird jährlich für Ostern geschmückt.

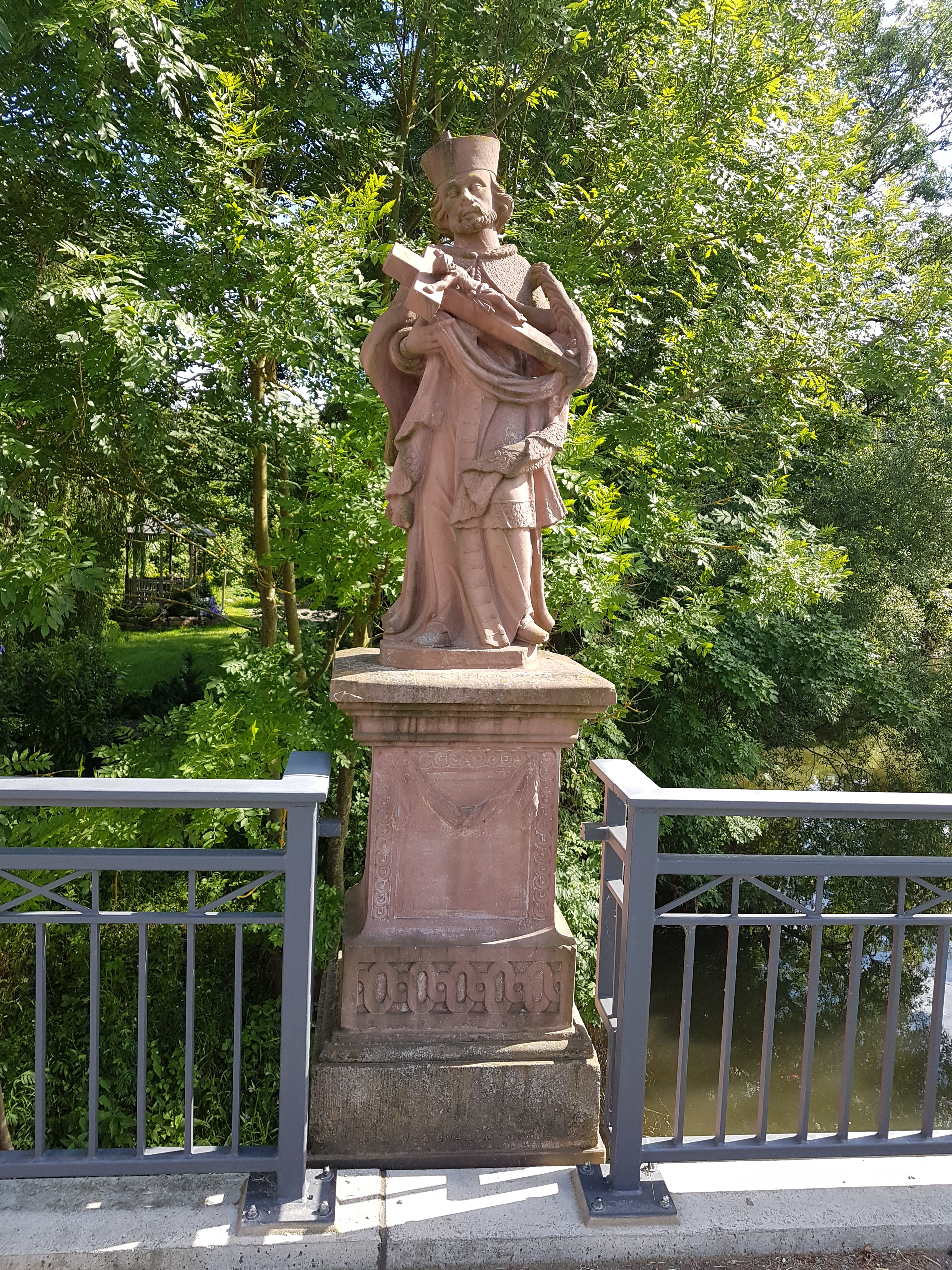
Nepomukstatue an der Tauberbrücke

### Bauwerke und Baudenkmäler
Die römisch-katholische Pfarrkirche St. Nikolaus enthält mittelalterliche und barocke Fresken im gotischen Netzgewölbe, einen gotischen Turm und Chor.
Da es in Impfingen keine evangelische Kirche gibt, besuchen die evangelischen Gottesdienstteilnehmer die evangelische Christuskirche in Tauberbischofsheim.
Auf dem „Plan“, der alten Ortsmitte, von den Impfingern im regionalen Dialekt auch „Ploo“ genannt, befindet sich der Jakobusbrunnen, der jährlich an Ostern verziert wird.
Im alten Schulhaus befindet sich ein Dorfmuseum, das verschiedene Gegenstände aus der Dorfgeschichte enthält. Betrieben wird es vom Heimatverein Impfingen.

### Bildstockwanderweg Impfingen
Im Jahr 1988 erfolgte eine Erfassung aller Bildstöcke in den Ortsteilen von Tauberbischofsheim durch das Landesdenkmalamt Baden-Württemberg. Auf der Impfinger Gemarkung wurden in diesem Zusammenhang über 30 Bildstöcke gezählt. Daneben wurde im selben Jahr durch Franz Kuhngamberger ein 5 Kilometer langer, östlich von Impfingen angelegter Bildstockwanderweg ausgewiesen, der als Rundwanderweg um den Ort führt. Auf dem Impfinger Bildstockwanderweg befinden sich 17 Bildstöcke aus dem 16. Jahrhundert bis zur Neuzeit sowie der Impfinger Kreuzweg mit 14 Kreuzwegstationen sowie einem Andachtskreuz. Insgesamt befinden sich am Rundwanderweg 28 Bildstöcke.
Daneben liegt Impfingen am etwa 180 Kilometer langen Jakobsweg Main-Taubertal.

### Regelmäßige Veranstaltungen
(jeweils jährlich)
- Osterbrunnenfest, jeweils am Ostermontag, veranstaltet durch den Heimatverein Impfingen.
- Mühlkanalfest mit Schlauchbootralley – Ende Juli, am Festplatz am Mühlkanal, veranstaltet von der DLRG Impfingen[27]
- Ploofest – Anfang Juli, rund um den Dorfpavillon am Plan, veranstaltet von der Musikkapelle Impfingen[27]
- Sommer-Weinhocke – Juli/August, rund um den Dorfpavillon am Plan[28]

## Vereine
In Impfingen bestehen unter anderem die folgenden Vereine:
- Angelfreunde Impfingen – ein Angelsportverein.[29]
- DLRG-Ortsgruppe Impfingen e. V.[30]
- Gesangverein Eintracht Impfingen[29]
- Heimatverein Impfingen e. V.[31]
- Musikkapelle Impfingen e. V. – eine Musikverein.[32]
- Theater für Kinder e. V. – ein Theaterverein mit einem Förderverein für Kindergarten und Grundschule in Impfingen.[33] Seit 2003 wurde jährlich ein Theaterstück aufgeführt.[34]
- TSG Impfingen e. V. – ein Sportverein in der Sportart Fußball.[35]

Vereine in Impfingen
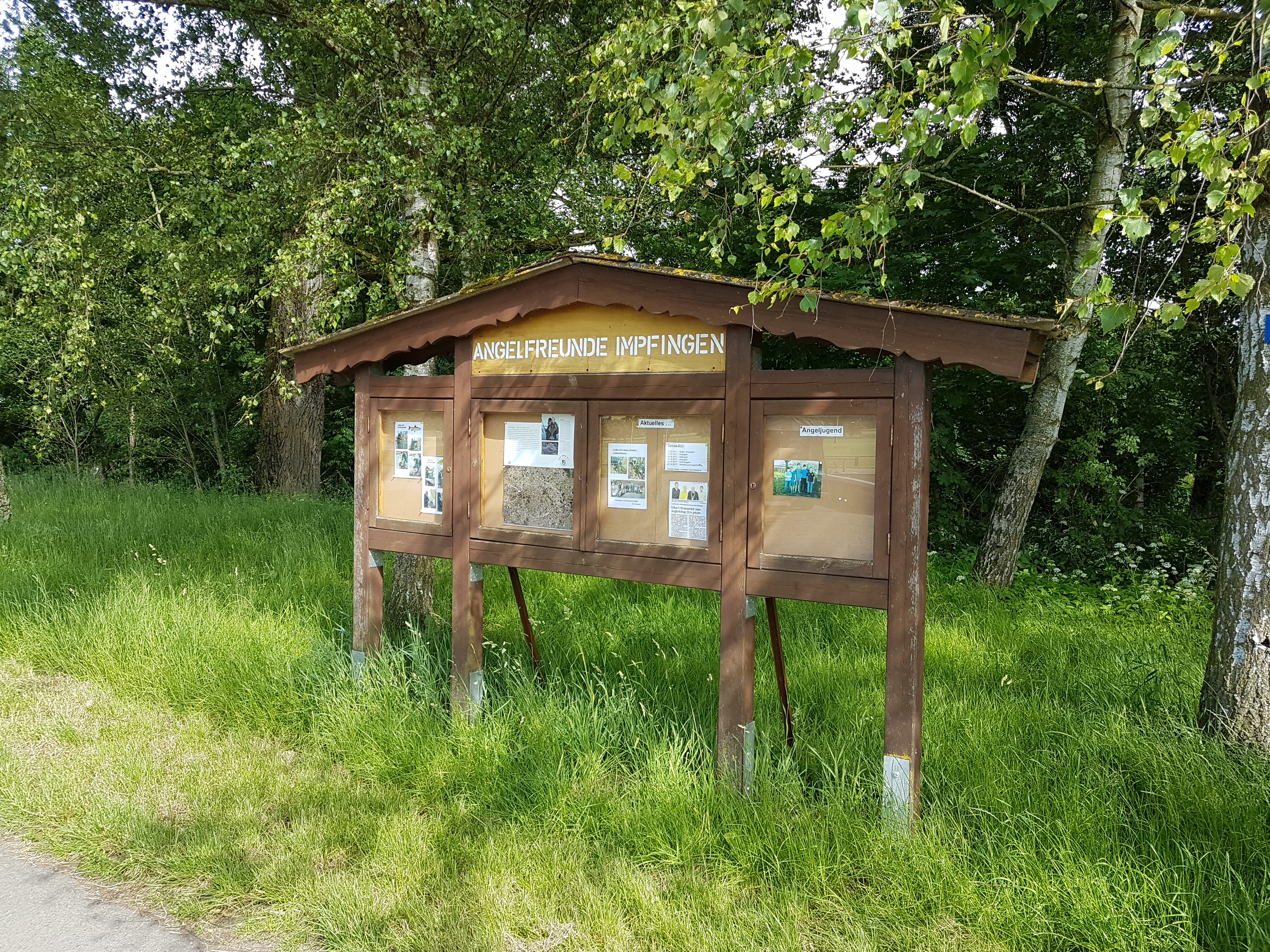
Angelfreunde Impfingen
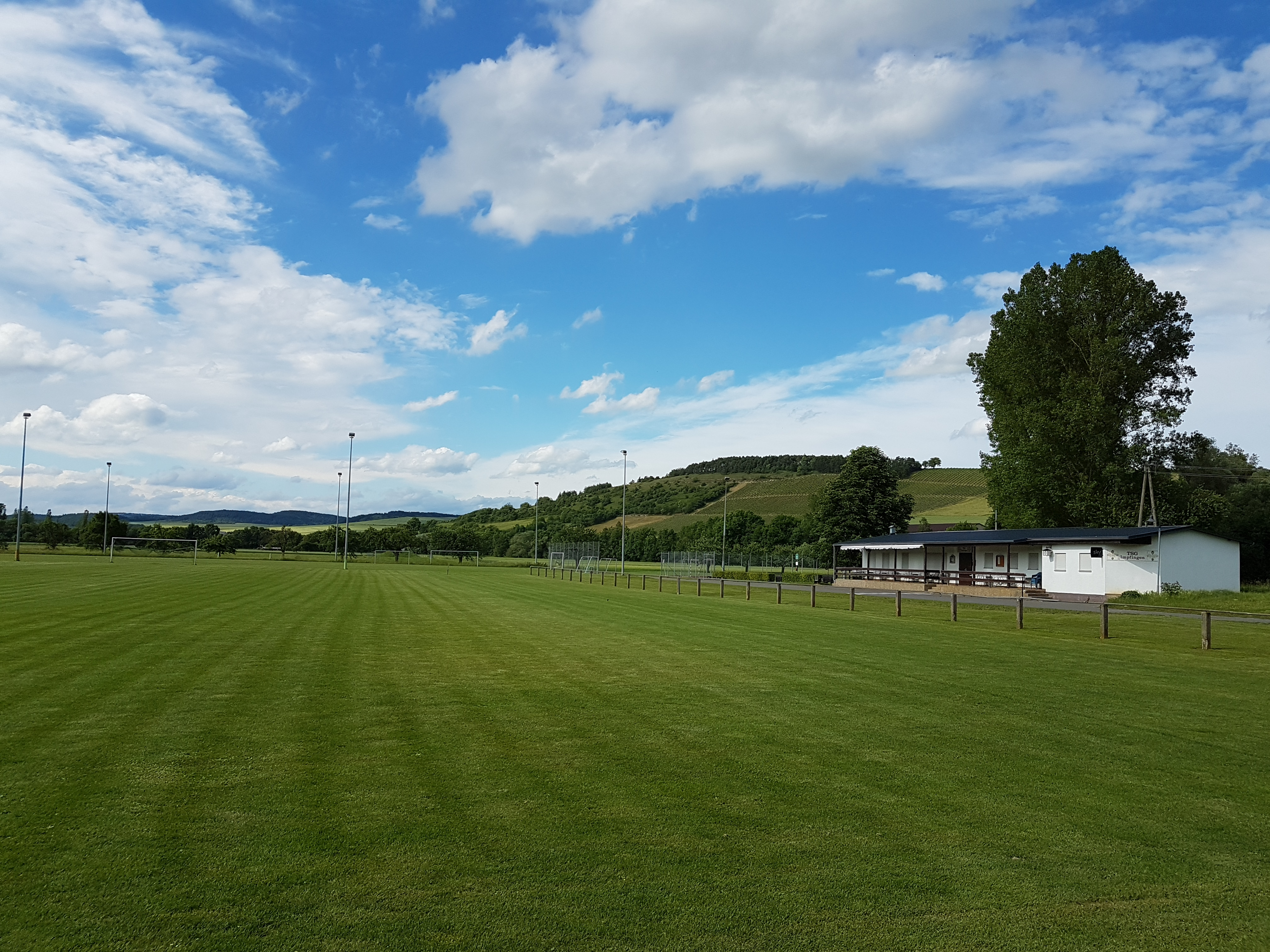
TSG Impfingen